# 1460.
◄ | 14. stoljeće | 15. stoljeće | 16. stoljeće | ►
◄ | 1430-ih | 1440-ih | 1450-ih | 1460-ih | 1470-ih | 1480-ih | 1490-ih | ►
◄◄ | ◄ | 1457. | 1458. | 1459. | 1460. | 1461. | 1462. | 1463. | ► | ►►
Arhitektura • Astronomija • Glazba • Knjige • Književnost • Kršćanstvo • Medicina • Pravo • Promet • Slikarstvo • Znanost

## Događaji
- Leon Battista Alberti počinje gradnju crkve San Sebastiano u Mantovi.
- Započinju radovi na pročelju crkve San Marco u Rimu.
- Bartolomeo Bon započinje radove na Ca del Duca u Veneziji. Nasavljaju Benedetto Ferrini i Filarete.
- Luca Fancelli radi Kuću u Via Frattini u Mantovi.
- Michelozzo da Bartolomeo radi na Kapeli Portinari u crkvi San Eustorgio u Milanu, te Banco Mediceo u Milanu.

## Vanjske poveznice
|  | Zajednički poslužitelj ima još gradiva o temi 1460. |